# Simon Sinek
Simon Sinek (9 de octubre de 1973, Wimbledon) es un escritor y motivador inglés, conocido por su concepto de «El círculo dorado». 

## Biografía
En 2009, Sinek ofreció una charla en TED acerca de la inspiración mecánica de los líderes. How great leaders inspire action se convirtió en la tercera charla de TED más vista: siete años más tarde, la han visto más de 25 millones de personas. En octubre de 2009 publicó su primer libro, Start with why: How great leaders inspire everyone to take action, en la que desarrolla su idea de «círculo dorado»: un patrón biológico que, según él, explica por qué nos inspiran algunos pensadores, organizaciones y, ante todo, líderes. Y por qué otros no.
Un año más tarde se unió a la Corporación RAND como consultor en materia de innovación y planificación militar. Posteriormente se trasladó a Nueva York para enseñar Comunicación estratégica en la Universidad de Columbia.

## Publicaciones
Ha escrito artículos para diferentes publicaciones periodísticas y de negocios, como The New York Times, The Wall Street Journal, The Washington Post, The Houston Chronicle, BusinessWeek entre otros, así como también apariciones regulares en el programa Your Business del canal MSNBC.

### Libros
- Sinek, Simon,29 de octubre de 2009,  Start with Why: How Great Leaders Inspire Everyone to Take Action Portfolio. pp. 257 páginas. ISBN 1591842808
- Sinek, Simon, 7 de enero de 2014, Leaders Eat Last: Why Some Teams Pull Together and Others Don't Portfolio. pp. 257 páginas ISBN 1591845327
- Sinek, Simon (2016). Together Is Better: A Little Book of Inspiration. ISBN 978-1591847854.
- Sinek, Simon (2017). Find Your Why: A Practical Guide for Discovering Purpose for You and Your Team. ISBN 9781101992982.
- Sinek, Simon (2020). El Juego infinito: ¿Sabes a qué estás jugando? (spanish Edition) traducción por Martha Garcia Madera pp.251 páginas. ISNB 9788417780678

### Videos
- Sinek, Simon. How great leaders inspire action (Cómo los grandes líderes inspiran acción) TEDxPuget Sound 18:04min Filmada Sept 2009 Subtítulos disponibles en 42 idiomas.

- Sinek, Simon. Why good leaders make you feel safe (Por qué los buenos líderes te hacen sentir seguro) TED2014 11:59min, marzo de 2014. Subtítulos disponibles en 21 idiomas.